# ЕВРОСАИ
ЕВРОСАИ (Европейская организация высших органов финансового контроля) — одна из семи региональных организаций, входящих в Международную организацию высших органов финансового контроля (ИНТОСАИ).
ЕВРОСАИ объединяет 50 членов: 49 европейских высших органов финансового контроля и Европейскую счетную палату.

## История
В 1975—1989 годах высшие органы финансового контроля (далее ВОФК) Италии и Испании в рамках Контактного комитета руководителей ВОФК стран Европейского экономического сообщества разработали проект Устава ЕВРОСАИ, что послужило основой для создания организации. В июне 1989 г. XIII Конгресс ИНТОСАИ принял Берлинскую декларацию о создании Европейской организации высших органов финансового контроля. В ноябре 1990 г. в Мадриде прошли Учредительная конференция и I Конгресс ЕВРОСАИ, во время которых был избран первый Президент и Руководящий комитет, одобрен Устав ЕВРОСАИ, а также принято решение расположить штаб-квартиру Генерального секретариата ЕВРОСАИ в Мадриде.
Матаньяху Энглман, государственный контролер и омбудсмен Государства Израиль, является вице-президентом организации и должен стать её президентом в 2024 году. 

## Цели
Основными целями организации (согласно статье 1 Устава ЕВРОСАИ) являются:
- развитие сотрудничества между входящими в неё ВОФК и другими организациями, а также исследований в сфере контроля государственных финансов в рамках ИНТОСАИ;
- унификация терминологии в области государственного контроля;
- содействие обмену информацией и документацией между всеми членами ЕВРОСАИ;
- сотрудничество в сфере обучения и повышения квалификации служащих государственных органов стран-членов ЕВРОСАИ.

## Органы
Рабочие органы ЕВРОСАИ — Конгресс, Руководящий комитет и Секретариат.

### Конгресс
Конгрессы ЕВРОСАИ:
1990: Мадрид (Испания)
1993: Стокгольм (Швеция)
1996: Прага (Чехия)
1999: Париж (Франция)
2002: Москва (Россия)
2005: Бонн (Германия)
2008: Краков (Польша)
2011: Лиссабон (Португалия)
2014: Гааге (Нидерланды)

### Руководящий комитет
В соответствии с Уставом организации Руководящий комитет состоит из восьми членов: руководителей ВОФК стран, в которых прошли два последних Конгресса, руководителя ВОФК страны-организатора следующего Конгресса, Генерального секретаря, четырех избираемых на шестилетний срок выборных члена (с переизбранием двух членов каждые три года). Руководители ВОФК, которые являются членами Управляющего совета ИНТОСАИ и одновременно членами ЕВРОСАИ, также участвуют в работе Руководящего комитета ЕВРОСАИ в качестве наблюдателей.

### Секретариат
Штаб-квартира Генерального секретариата ЕВРОСАИ находится в Испании.

## Стратегический план
На VIII Конгрессе ЕВРОСАИ принят первый Стратегический план организации на период с 2011 по 2017 годы. План определяет главные цели организации, её стратегию и ценности.
План ставит четыре цели:
1. Повышение потенциала

1. Профессиональные стандарты

1. Обмен знаниями

1. Управление и связь с общественностью